# Jezioro Przystań
Jezioro Przystań – jezioro w Krainie Wielkich Jezior Mazurskich, a właściwie zatoka w północno-zachodniej części jeziora Mamry. Jezioro, mimo że nie jest wyraźnie oddzielone od głównej tafli Mamr, to różni się znacznie głębokością. O ile w większości Mamry mają głębokość nieprzekraczającą 10 metrów, a najgłębsze miejsce ma 21,2 metra, to głębokości w stosunkowo małym jeziorze Przystań sięgają ponad 40 metrów.
Z jeziorem Przystań połączony jest niedokończony Kanał Mazurski.